# 고산초등학교 (충남)
고산초등학교는 대한민국 충청남도 당진시에 있는 공립 초등학교이다.

## 학교 연혁
- 1944년 3월 31일: 고대공립국민학교 장항분교장 인가
- 1949년 9월 30일: 고산공립국민학교 인가(6학급)
- 1956년 4월 1일: 고산국민학교로 개칭
- 1995년 5월 16일: 교단개혁선도학교 공개
- 1996년 3월 1일: 고산초등학교로 개칭
- 2003년 3월 1일: 충청남도교육청지정 농어촌 거점학교(2년)
- 2016년 3월 1일: 충청남도교육청지정 교육과정 연구학교(1년)
- 2017년 2월 10일: 제 68회 졸업(총 5,150명)
- 2017년 3월 1일: 초등7학급, 유치원1학급 인가

## 참고 자료
- 고산초등학교 - 한국교육학술정보원 학교알리미